# Boreček (Bor)
Boreček (deutsch Wandermühle) ist eine Wüstung in Tschechien, von dem heute nur noch ein Steinkreuz von 1852 zeugt.
Der Ort wurde durch den Mühlbach geteilt. Der eine Teil des Ortes gehörte zur Gemeinde Haid, der andere zu Weschekun. Wandermühle war ein reines Bauerndorf mit einer Mühle.